# Lycorea cinnamomea
Lycorea cinnamomea är en fjärilsart som beskrevs av Gustav Weymer 1884. Lycorea cinnamomea ingår i släktet Lycorea och familjen praktfjärilar. Inga underarter finns listade i Catalogue of Life.